# Ipuaçu
Ipuaçu is een gemeente in de Braziliaanse deelstaat Santa Catarina. De gemeente telt 6.881 inwoners (schatting 2009).

## Aangrenzende gemeenten
De gemeente grenst aan Abelardo Luz, Bom Jesus, Entre Rios, Ouro Verde, São Domingos en Xanxerê.

## Verkeer en vervoer
De plaats ligt aan de wegen BR-480/SC-480 en SC-479.